# باشگاه فوتبال راسینگ
راسینگ کلوب آویاندا  (به اسپانیایی: Racing Club de Avellaneda) یک باشگاه فوتبال در شهر آویاندا کشور آرژانتین می‌باشد که در لیگ برتر فوتبال آرژانتین بازی می‌کند.
این باشگاه در تاریخ ۲۵ مارس ۱۹۰۳ تأسیس شده‌است.